# Mylocheilus caurinus
Mylocheilus caurinus es una especie de peces de la familia de los
Cyprinidae en el orden de los Cypriniformes.

## Morfología
- Los machos pueden llegar alcanzar los 36 cm de longitud total.[1][2]

## Alimentación
Come principalmente insectos acuáticos y sus larvas, y, en segundo término, insectos terrestres, crustáceos  planctónicos, y moluscos

## Depredadores
En los Estados Unidos es depredado por Micropterus salmoides  ,  Ptychocheilus oregonensis  ,Sander vitreus y Phoca vitulina,

## Hábitat
Es un pez de agua dulce y de clima templado.

## Distribución geográfica
Se encuentran en Norteamérica.